# Arthur Henderson
Arthur Henderson (Glasgow, 13 september 1863 – Londen, 20 oktober 1935) was een Brits sociaaldemocratisch politicus.

## Vakbondsman
Na het overlijden van zijn vader was Arthur Henderson gedwongen van school te gaan en het gezin te onderhouden. Op 12-jarige leeftijd vond hij werk bij een spoorwegmaatschappij en in de avonduren volgde hij een avondschool.
In 1879 ging hij onder invloed van predikant Rodney Smith van het congregationalisme over tot het methodisme en werd hij lid van de Temperance Society (geheelonthoudingssociëteit). Rond 1885 werd hij lid van een vakbond en werd een actief vakbondsbestuurder. In 1892 was hij een van de oprichters van de IJzerbewerkersvakbond. Hij verloor echter spoedig zijn baan. Tijdens zijn werkloosheid predikte hij in een kerk. Hij was ook lid van de Christian Socialist Society.

## Lid van het parlement en lid van de regering
In 1900 sloot Arthur Henderson zich aan bij de Labour Party (toen nog bekend onder de naam 'Arbeidersvertegenwoordigers in het Parlement'). In 1903 werd hij penningmeester van de Labour Party en tevens parlementslid. In 1908 volgde Arthur Henderson James Keir Hardie op als Labour-leider. Henderson op zijn beurt werd in 1911 opgevolgd door Ramsay MacDonald op. MacDonald keerde zich echter tegen de Britse inmenging in de Eerste Wereldoorlog en trad in 1914 af. Henderson nam in mei 1915 het voorzitterschap van Labour weer op zich. Henderson werd opgenomen in het tweede kabinet-Asquith als voorzitter van de Onderwijsraad (mei 1915 - oktober 1916). In oktober 1916 trad hij af, omdat de Britse regering (premier was inmiddels David Lloyd-George) Labours eventuele deelname aan de Conferentie van Stockholm, waar socialistische leiders van verscheidene Europese leiders bijeenkwamen om de oorlogssituatie te bespreken, afwees.

## Opnieuw minister
In 1918 sprak hij zich openlijk uit om Duitsland na de oorlog niet te hard te straffen. Hiermee haalde hij de woede van nationalistische politici, zoals David Lloyd-George op de hals. Deze, en veel met hem in Groot-Brittannië, waren van mening dat Duitsland flink aangepakt moest worden. Henderson verloor daarop zijn zetel in het Lagerhuis bij de verkiezingen van 1918. Een paar jaar later werd hij weer in het parlement gekozen.
Bij de verkiezingen van 1923 verloor hij zijn zetel, maar in 1924 kon hij die weer innemen. In de nieuwe regering van Labour-leider Ramsay MacDonald - voor het eerst was er weer een regering die geleid werd door de Labour Party - werd Henderson minister van Binnenlandse Zaken. De regering viel echter spoedig.
In 1929 vormde MacDonald weer een regering en Henderson werd nu minister van Buitenlandse Zaken. In 1931 stapte hij uit de regering toen deze besloot om de werkloosheidsuitkering te korten. De ontstane kabinetscrisis pakte bijzonder ongunstig uit voor Labour en Henderson verloor zijn zetel. Wel bleef hij actief als voorzitter van de ontwapeningsconferentie van de Volkenbond.
Van 1933 tot 1935 was hij opnieuw Lagerhuislid.